# NGC 7840
NGC 7840 is een lensvormig sterrenstelsel in het sterrenbeeld Vissen. Het hemelobject werd op 29 november 1864 ontdekt door de Duitse astronoom Albert Marth. NGC 7840 is het laatste object uit de New General Catalogue.

## Begin en einde van de New General Catalogue
NGC 7840 vormt samen met de eveneens door Albert Marth ontdekte sterrenstelsels NGC 3, NGC 4, NGC 7834, NGC 7835, NGC 7837, en NGC 7838 vanaf de Aarde gezien een groep, een graad ten oosten van de ster 32 Piscium.

## Synoniemen
- PGC 1345780